# Radkova Lhota
Radkova Lhota là một làng thuộc huyện Přerov, vùng Olomoucký, Cộng hòa Séc.